# Feminicidio de Rosa Elvira Cely
Rosa Elvira Cely fue una mujer de 35 años que vivía en Bogotá, Colombia, atacada, violada y torturada el 24 de mayo de 2012 en el Parque Nacional Enrique Olaya Herrera, quien falleció cuatro día después a causa de las heridas, de un paro cardiorespiratorio que sufrió el día siguiente a su ataque, y de una peritonitis desarrollada durante su estadía en el hospital. Este crimen conmocionó al país y puso de relieve las fallas del sistema de emergencias y de protección a las mujeres de la ciudad.

## Caso
Rosa Elvira Cely vivía con su hija de 12 años, trabajaba durante el día como vendedora informal de dulces frente al Hospital Militar Central de Bogotá y asistía en horario nocturno al colegio Manuela Beltrán para completar su educación secundaria.

### Ataque
La noche del 24 de mayo de 2012, luego de sus clases, salió a compartir con dos compañeros de estudios, Mauricio Ariza y Javier Velasco, en un establecimiento de la localidad de Chapinero. Cerca de la madrugada, una vez decidieron partir, Ariza se fue por su cuenta mientras Velasco ofreció a Rosa Elvira llevarla en su motocicleta hasta su casa. En algún punto del trayecto, Velasco se desvió hacia la zona boscosa del Parque Nacional Enrique Olaya Herrera en el oriente de Bogotá, cerca a los cerros orientales, donde inicialmente atacó a Rosa con un casco de su motocicleta. Reportes posteriores determinaron que Velasco introdujo una rama de árbol por los genitales de Rosa Elvira, lo que destruyó su útero y trompas de falopio. También intentó estrangularla y presuntamente la apuñaló en la espalda. Luego el atacante escapó, dando por muerta a Rosa Elvira.

### Búsqueda y primeros auxilios
Aunque hay reportes variados, se ha establecido que a las 4:47 a.m. del día siguiente Rosa Elvira logró llamar a la línea de emergencias de Bogotá. El coordinador de la línea de ese entonces, William Cardona, declaró: “En ella se escuchó la voz angustiada de una mujer que decía haber sido violada en el Parque Nacional y pedía socorro. La llamada se cayó”. Tres minutos después, Rosa Elvira logró realizar una nueva llamada donde entregó indicaciones más precisas de su ubicación. Esto permitió a la policía y a los bomberos lanzar una búsqueda por la zona. Algunos reportes señalan que sus llamadas fueron atendidas inicialmente con escepticismo y cuestionándola sobre su posible estado de ebriedad. De igual forma, hay dudas sobre cuántos uniformados fueron desplazados para su búsqueda y cúanto tardaron en llegar a la zona, evidenciando falta de urgencia por parte de las autoridades para antender el caso.
Cerca de una hora después, los organismos de socorro para la localidad de Santa Fe encontraron a Rosa Elvira a unos metros del Río Arzobispo en la zona boscosa oriental del parque, cerca de la calle 39 con Avenida Circunvalar, a menos de 100 metros de la entrada de la Estación de Carabineros del parque. Ella se encontraba consciente, pero semidesnuda con una blusa roja protegiendo su pecho, con signos de hipotermia y sobre un charco de sangre, con heridas abiertas en sus genitales, una puñalada en su espalda y marcas de estangulamiento en su cuello. Según confirmó el coronel Luis Hernández, comandante de la policía de la localidad, mientras Rosa Elvira recibía primeros auxilios, ésta relató a los uniformados los acontecimientos de la noche, mencionando los nombres de Javier Velasco y Mauricio Ariza, y diciéndoles: "yo conocía a quien me agredió".
Aunque el Hospital Universitario San Ignacio o el Hospital Militar Central de Bogotá se encuentran a pocos minutos del lugar, hasta las 6:21 a.m. una ambulancia la llevó al Hospital Santa Clara, al sur de la ciudad. Por tanto, su admisión al centro médico se dio a las 7:52 a.m., según el subdirector del hospital. Posteriormente esta decisión fue duramente criticada, pues de haber actuado diferente, Rosa Elvira pudiese haber sobrevivido.

### Hospitalización y fallecimiento
Pese a sus heridas y visible dolor, en la mañana del 25 de mayo de 2012, tras su admisión al Hospital Santa Clara de Bogotá, Rosa Elvira fue dejada en la camilla de la ambulancia en un pasillo y luego sentada en una silla de ruedas por más de una hora, sin ser atendida por el personal de salud. Sobre las 9:00 a.m., cuando ella pidió ir al baño, Rosa Elvira colapsó y sufrió un paro cardiorespiratorio como consecuencia de sus graves heridas y la demora en atención por parte de las autoridades. Aunque los médicos le aplicaron exitosamente reanimación cardiopulmonar, la entubaron y la sedaron, Rosa Elvira perdió la conciencia y no volvió a despertar. Posteriormente fue intervenida quirúrgicamente, donde le encontraron la pelvis y el útero rotos por cuenta de un palo que su atacante le habría introducido por el ano. Luego de luchar cuatro días por su vida, el 28 de mayo de 2012 Rosa Elvira falleció por el daño provocado a sus órganos intestinales por una peritonitis al interior de la cavidad abdominal.

## Investigación y condena
Cuando fue encontrada en la madrugada del 25 de mayo de 2012, Rosa Elvira alcanzó a mencionar a los uniformados los nombres de Javier  Velasco Valenzuela y Mauricio Ariza, con quienes había departido la noche anterior. Ariza se entregó voluntariamente y negó haber hecho parte del crimen. Pronto fue dejado en libertad al determinar que luego de tomar varias cervezas con Rosa Elvira y Velasco, éste se fue a dormir. Por tanto, Velasco pasó a ser el único y principal sospechoso del ataque.
El 2 de junio de 2012 una jueza de garantías legalizó la captura de Velasco y ordenó que éste fuera recluido en la cárcel La Modelo de Bogotá mientras continuaba la investigación. El 26 de septiembre de 2012 inició el juicio contra Velasco, donde se presentaron cerca de 150 pruebas en su contra por la violación y asesinato de Rosa Elvira. Entre los materiales probatorios se incluyeron pruebas de ADN que demostraban el acceso carnal violento. Velasco ya había sido condenado a 19 meses de prisión por matar a Dismila Ochoa Ibáñez en 2003 y tenía una orden de captura vigente por abusar sexualmente de sus dos hijastras menores en 2007. Además, desde el 2008 contaba con una denuncia por golpear hasta dejar inconsciente a una trabajadora sexual luego de que esta le exigiera utilizar preservativos. Esto desató aún más indignación en la opinión pública, pues ni el gobierno nacional ni distrital tomaron medidas para prevenir su reincidencia.
A finales de 2012, el Juzgado Segundo Penal del Circuito Especializado Adjunto de Bogotá condenó a Velasco a 48 años de cárcel y le impuso una multa de 853.325 salarios mínimos mensuales de Colombia, luego de que éste admitiera haber violado, torturado y asesinado a Rosa Elvira. A su salida del juicio, Velasco dijo: "Le pido a Dios y a todos que me perdonen". Desde entonces, Velasco paga su condena en la cárcel La Picota de Bogotá. Posteriormente, fue condenado por el acceso carnal violento contra sus dos hijastras y una trabajadora sexual en 2007 y 2008, respectivamente.

## Polémica
En 2014, la familia de Rosa Elvira Cely interpuso una demanda contra la Policía Nacional, la Fiscalía General de la Nación y las Secretarías de Salud y de Gobierno de Bogotá, argumentando negligencias por parte de estas instituciones que, según ellos, habrían podido prevenir el crimen y mitigar su trágico desenlace.
En 2016, durante el proceso judicial, el periódico El Espectador reveló un concepto emitido por la Oficina Jurídica de la Secretaría de Gobierno de Bogotá que generó polémica por su tono revictimizante. En el documento, se señalaba que Rosa Elvira “puso en riesgo su integridad y vida, hasta el punto de que Javier Velasco le cercenó su existencia”, añadiendo que si no hubiera salido con compañeros de estudio tras sus clases nocturnas, "hoy no estaríamos lamentando su muerte”. Estas declaraciones provocaron una fuerte indignación pública, al percibirse como un intento de culpabilizar a la víctima.
El entonces secretario de Gobierno, Miguel Uribe Turbay, aclaró que no fue consultado sobre dicho concepto y ofreció disculpas a la familia Cely. Sin embargo, la polémica no cesó, y el 19 de mayo de ese año, Uribe fue convocado a un debate de control político en el Concejo de Bogotá para explicar lo ocurrido. Ante el rechazo generalizado, Nayibe Carrasco, una de las autoras del concepto y funcionaria de la Oficina Jurídica, renunció a su cargo, mientras que Luz Stella Boada, otra de las responsables, enfrentó críticas por su participación. Poco después, el entonces alcalde de Bogotá, Enrique Peñalosa, ofreció disculpas públicas en nombre de la Alcaldía, reconociendo el error y condenando cualquier actitud que perpetuara la revictimización.
Tras años de litigio, el 2 de agosto de 2023, la justicia falló a favor de la familia, declarando responsables a las entidades demandadas. Además, el fallo condenó a estas instituciones por su actuación deficiente y las obligó a indemnizar a los familiares de Rosa Elvira con un monto de 1.300 millones de pesos. Este reconocimiento legal se sumó a los esfuerzos de la familia por visibilizar las fallas estructurales en la atención y protección de las víctimas de violencia de género en Colombia, y reafirmó la necesidad de implementar medidas más efectivas para prevenir estos crímenes y garantizar justicia en casos similares.

## Legado
La muerte de Rosa Elvira Cely se convirtió en un caso emblemático de violencia de género en Colombia, marcando un punto de inflexión en el debate sobre la necesidad de reformar el sistema legal para enfrentar esta problemática. La brutalidad de su asesinato, cubierta por varios medios del país, despertó una ola de indignación que trascendió fronteras sociales y políticas. Marchas multitudinarias, campañas en redes sociales y una cobertura mediática exhaustiva llevaron el tema a la agenda pública, catalizando un movimiento en pro de cambios estructurales en el Estado colombiano. En particular, la hermana de Rosa Elvira, Adriana Cely, lideró un movimiento que buscaba visibilizar la violencia de género en Bogotá y Colombia, además de exigir justicia y reparación por la desidia y tardanza con la que se atendió la emergencia.
Poco después del ataque a Rosa Elvira Cely, se instaló una placa conmemorativa en el lugar donde ocurrió el crimen. Este espacio ha sido desde entonces un punto de encuentro para manifestaciones, plantones y conmemoraciones en rechazo a la violencia de género. Cada año, allí se realiza una vigilia en memoria de Rosa Elvira y de otras víctimas de feminicidio, consolidando su importancia simbólica como lugar de reflexión y resistencia.
En noviembre de 2020, en la localidad de Bosa, fue inaugurado el Centro de Desarrollo Comunitario Rosa Elvira Cely. Este espacio está dedicado a brindar talleres, charlas y asesorías a mujeres que enfrentan cualquier tipo de maltrato, ya sea físico o psicológico. Además, el centro facilita el acceso a programas de cultura, salud y educación, incluyendo opciones para que las mujeres puedan culminar su bachillerato. Este lugar también ofrece actividades culturales y de sensibilización sobre los derechos de las mujeres para hombres, jóvenes y niños, promoviendo un enfoque integral de prevención y apoyo. La inauguración estuvo a cargo de la entonces alcaldesa de Bogotá, Claudia López Hernández, y de Adriana Cely. Se estima que el centro atiende a aproximadamente mil mujeres al mes, constituyéndose en un referente de apoyo y memoria en la ciudad.
El 22 de diciembre de 2023, la alcaldesa Claudia López Hernández y la secretaria de la Mujer, Diana Rodríguez Franco, otorgaron la condecoración de orden civil al mérito “Ciudad de Bogotá” en el grado medalla “Policarpa Salavarrieta” a varias mujeres destacadas por su impacto en la ciudad. Entre las homenajeadas estuvo la familia de Rosa Elvira Cely, en reconocimiento a su labor en la defensa de los derechos de las mujeres y su lucha para que el feminicidio de Rosa Elvira no sea olvidado.

### Ley Rosa Elvira Cely
El feminicidio de Rosa Elvira fue visto por colectivos feministas como un ejemplo contundente de la necesidad de tipificar este delito de manera específica. Una congresista del Polo Democrático Alternativo, Gloria Inés Ramírez, asumió la bandera del proyecto de ley, aunque este contó con el apoyo de legisladores de diversas orientaciones ideológicas. Gracias a este respaldo multipartidista y al trabajo previo de movimientos de mujeres, el Congreso aprobó en 2015 la Ley 1761, conocida como la Ley Rosa Elvira Cely. Esta ley define el feminicidio como “causar la muerte de una mujer por su condición de ser mujer o por motivos de su identidad de género”, incluyendo también los transfeminicidios. Establece penas severas que oscilan entre 250 y 600 meses de prisión (de 20 a 50 años) para quienes cometan este delito. Además, impone obligaciones a las instituciones judiciales para abordar los feminicidios con un enfoque de género y a las entidades educativas para implementar medidas preventivas contra la violencia de género. La promulgación de esta ley fue vista como un paso significativo en el camino hacia la justicia y la igualdad de género en Colombia.